# 洛西水库
洛西水库是中国广西壮族自治区河池市宜州市境内的一座水库，位于龙江支流李村河上，建于1958年。水库正常库容为830万立方米，集雨面积为8平方千米，海拔为168.2米。